# Frank Boucher
François-Xavier Boucher, född 7 oktober 1901 i Ottawa, död 12 december 1977 i Kemptville, Ontario, var en kanadensisk professionell ishockeyspelare och ishockeytränare.

## Karriär

### Spelare
Frank Boucher inledde sin professionella ishockeykarriär med Ottawa Senators med vilka han spelade NHL-säsongen 1921–22. Från 1922 till 1926 spelade han för Vancouver Maroons i Pacific Coast Hockey Association, Western Canada Hockey League och Western Hockey League. 1923 och 1924 spelade Maroons om Stanley Cup men föll mot Ottawa Senators respektive Montreal Canadiens.
Från 1926 till 1938 samt säsongen 1943–44 spelade Boucher för New York Rangers i NHL. Under åren med Rangers vann Boucher Lady Byng Memorial Trophy, ett pris som tilldelas den spelare som under grundserien visat största sportsliga och gentlemannamässiga uppträdande kombinerat med stor spelskicklighet, hela sju gånger. Han vann även två Stanley Cup med klubben, 1928 och 1933.

### Tränare
Efter spelarkarriären arbetade Bocuher som tränare för New York Rangers åren 1939–1949 samt säsongen 1953–54. Debutsäsongen som tränare för Rangers, 1939–40, vann laget Stanley Cup.

## Familj
Frank Boucher hade tre bröder som även de var professionella ishockeyspelare. Georges Boucher spelade för Ottawa Senators, Montreal Maroons och Chicago Black Hawks i NHL och är likt Frank Boucher invald i Hockey Hall of Fame. Billy Boucher spelade i NHL för Montreal Canadiens, Boston Bruins och New York Americans åren 1921–1928. Bobby Boucher spelade sammanlagt 13 matcher för Montreal Canadiens säsongen 1923–24.

## Statistik
WCHL = Western Canada Hockey League, WHL = Western Hockey League

### Spelare
| 1921–22    | Ottawa Senators   | NHL         | 24  | 8   | 2   | 10  | 4   | 1  | 0  | 0  | 0  | 0  |
| 1922–23    | Vancouver Maroons | PCHA        | 29  | 11  | 9   | 22  | 2   | 2  | 0  | 1  | 1  | 2  |
|            |                   | Stanley Cup | —   | —   | —   | —   | —   | 4  | 2  | 0  | 2  | 0  |
| 1923–24    | Vancouver Maroons | PCHA        | 28  | 15  | 5   | 20  | 10  | 2  | 1  | 0  | 1  | 0  |
|            |                   | West-P      | —   | —   | —   | —   | —   | 3  | 1  | 0  | 1  | 0  |
|            |                   | Stanley Cup | —   | —   | —   | —   | —   | 2  | 2  | 1  | 3  | 2  |
| 1924–25    | Vancouver Maroons | WCHL        | 27  | 16  | 12  | 28  | 6   | —  | —  | —  | —  | —  |
| 1925–26    | Vancouver Maroons | WHL         | 29  | 15  | 7   | 22  | 14  | —  | —  | —  | —  | —  |
| 1926–27    | New York Rangers  | NHL         | 44  | 13  | 15  | 28  | 17  | 2  | 0  | 0  | 0  | 4  |
| 1927–28    | New York Rangers  | NHL         | 44  | 23  | 12  | 35  | 15  | 9  | 7  | 3  | 10 | 2  |
| 1928–29    | New York Rangers  | NHL         | 44  | 10  | 16  | 26  | 8   | 6  | 1  | 0  | 1  | 0  |
| 1929–30    | New York Rangers  | NHL         | 42  | 26  | 36  | 62  | 16  | 3  | 1  | 1  | 2  | 0  |
| 1930–31    | New York Rangers  | NHL         | 44  | 12  | 27  | 39  | 20  | 4  | 0  | 2  | 2  | 0  |
| 1931–32    | New York Rangers  | NHL         | 48  | 12  | 23  | 35  | 18  | 7  | 3  | 6  | 9  | 0  |
| 1932–33    | New York Rangers  | NHL         | 46  | 7   | 28  | 35  | 4   | 8  | 2  | 2  | 4  | 6  |
| 1933–34    | New York Rangers  | NHL         | 48  | 14  | 30  | 44  | 4   | 2  | 0  | 0  | 0  | 0  |
| 1934–35    | New York Rangers  | NHL         | 48  | 13  | 32  | 45  | 2   | 4  | 0  | 3  | 3  | 0  |
| 1935–36    | New York Rangers  | NHL         | 48  | 11  | 18  | 29  | 2   | —  | —  | —  | —  | —  |
| 1936–37    | New York Rangers  | NHL         | 44  | 7   | 13  | 20  | 5   | 9  | 2  | 3  | 5  | 0  |
| 1937–38    | New York Rangers  | NHL         | 18  | 0   | 1   | 1   | 2   | —  | —  | —  | —  | —  |
| 1943–44    | New York Rangers  | NHL         | 15  | 4   | 10  | 14  | 2   | —  | —  | —  | —  | —  |
| NHL totalt | NHL totalt        | NHL totalt  | 557 | 160 | 263 | 423 | 119 | 55 | 16 | 20 | 36 | 12 |

### Tränare
M = Matcher, V = Vinster, F = Förluster, O = Oavgjorda, P = Poäng
| Lag              | Säsong  | Grundserie | Grundserie | Grundserie | Grundserie | Grundserie | Grundserie | Slutspel                |
| Lag              | Säsong  | M          | V          | F          | O          | P          | Resultat   | Resultat                |
| ---------------- | ------- | ---------- | ---------- | ---------- | ---------- | ---------- | ---------- | ----------------------- |
| New York Rangers | 1939–40 | 48         | 27         | 11         | 10         | 64         | 2:a i NHL  | Vann Stanley Cup        |
| New York Rangers | 1940–41 | 48         | 21         | 19         | 8          | 50         | 4:a i NHL  | Förlorade i kvartsfinal |
| New York Rangers | 1941–42 | 48         | 29         | 17         | 2          | 60         | 1:a i NHL  | Förlorade i semifinal   |
| New York Rangers | 1942–43 | 50         | 11         | 31         | 8          | 30         | 6:a i NHL  | –                       |
| New York Rangers | 1943–44 | 50         | 6          | 39         | 5          | 17         | 6:a i NHL  | –                       |
| New York Rangers | 1944–45 | 50         | 11         | 29         | 10         | 32         | 6:a i NHL  | –                       |
| New York Rangers | 1945–46 | 50         | 13         | 28         | 9          | 35         | 6:a i NHL  | –                       |
| New York Rangers | 1946–47 | 60         | 22         | 32         | 6          | 50         | 5:a i NHL  | –                       |
| New York Rangers | 1947–48 | 60         | 21         | 26         | 13         | 55         | 4:a i NHL  | Förlorade i semifinal   |
| New York Rangers | 1948–49 | 23         | 6          | 11         | 6          | 18         | 6:a i NHL  | –                       |
| New York Rangers | 1953–54 | 40         | 14         | 20         | 6          | 34         | 5:a i NHL  | –                       |
| Totalt           | Totalt  | 527        | 181        | 263        | 83         | 445        |            |                         |

## Meriter
- Stanley Cup – 1927–28 och 1932–33 som spelare. 1939–40 som tränare.
- Lady Byng Memorial Trophy – 1927–28, 1928–29, 1929–30, 1930–31, 1932–33, 1933–34 och 1934–35
- NHL First All-Star Team – 1932–33, 1933–34 och 1934–35
- NHL Second All-Star Team – 1930–31